# Kriegerdenkmal Hermsdorf (Hohe Börde)

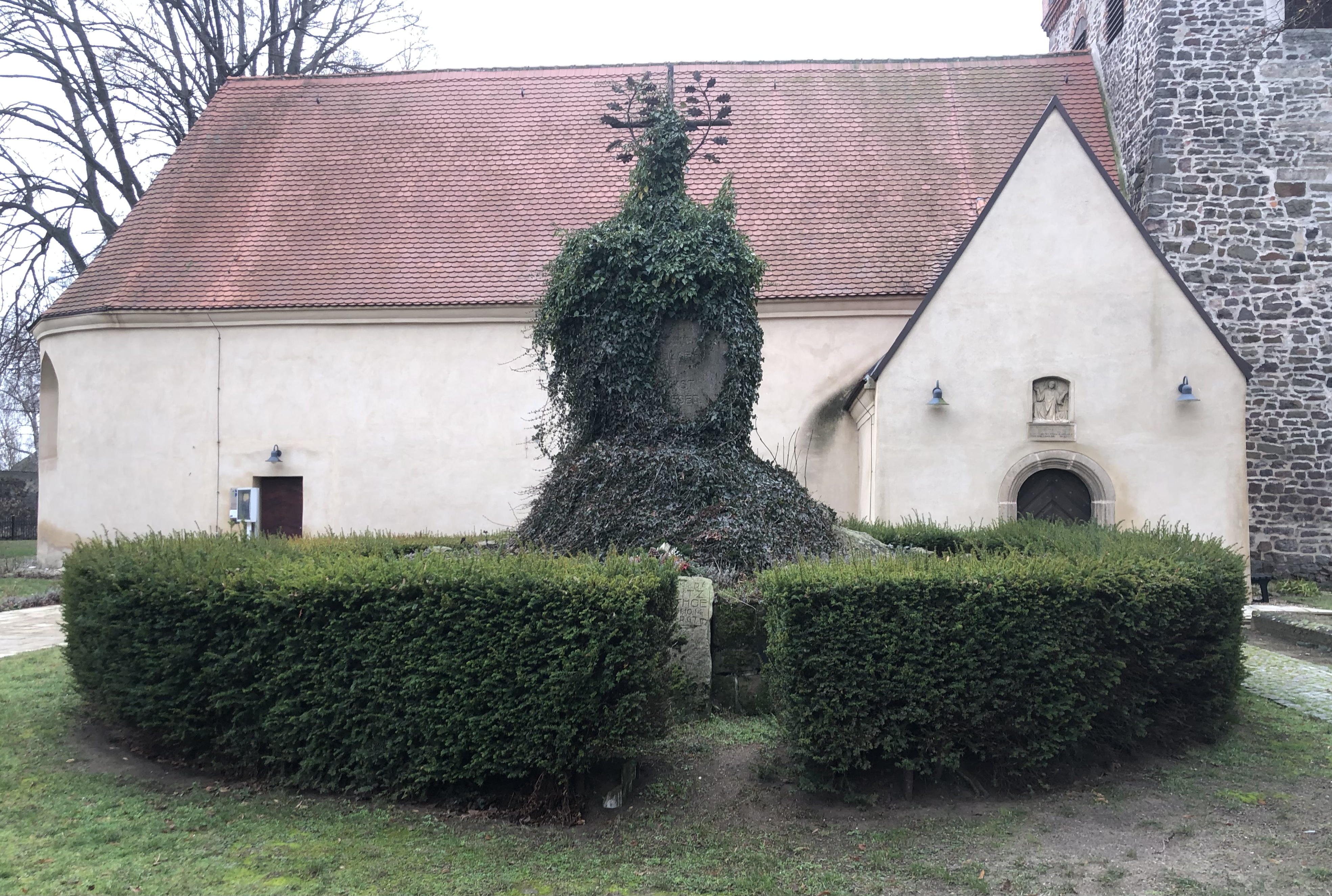
Kriegerdenkmal Hermsdorf, 2023

Das Kriegerdenkmal Hermsdorf ist ein denkmalgeschütztes Kriegerdenkmal in der Gemeinde Hohe Börde in Sachsen-Anhalt. Mit dem Denkmal wird der im Ersten Weltkrieg Gefallenen aus Hermsdorf gedacht.

## Lage
Es befindet sich im Ortsteil Hermsdorf auf dem Friedhof des Ortes, nördlich der Sankt-Laurentius-Kirche.

## Architektur und Geschichte
Das Denkmal entstand in der Zeit um 1925. Es besteht aus einem aufgemauerten Erdhügel, der von einem Findling als Gedenkstein bekrönt wird. Auf dem Stein befindet sich ein mit Eichenlaub umkränztes schmiedeeisernes Kreuz. Der Hügel ist eng kreisförmig von einer Hecke umgeben. Nach Norden hin ist auf dem Gedenkstein eine Inschrift eingearbeitet, die derzeit (Stand 2023) durch Bewuchs zum Teil überwuchert und so nicht mehr lesbar ist. Die Inschrift lautet:
Herr Du

lässt mich

entschlafen

und

erweckst

mich wieder
Am Fuße des Hügels sind 17 große Steine angeordnet, auf denen im oberen Teil auf einem Feld in Form eines Eisernen Kreuzes jeweils der Name eines Gefallenen, sein Dienstgrad, sein Todesdatum und die militärische Einheit vermerkt sind. Sie sind zum Teil nur noch schwer lesbar. Beginnend auf der Nordseite sind die Namen weitgehend chronologisch nach dem Todesdatum entgegen dem Uhrzeigersinn angeordnet:
| LTN. d. R. | FRITZ     | BETHGE  | GF 31.10.14   | F.A.R. 67   |
| GEFR.      | FRITZ HEI | =NEMANN | GST. 23.11.14 | I.R. 26     |
| FÜS.       | GUSTAV    | LAMPE   | GEF. 15.1.15  | 5. G.R.z.F. |
| GREN.      | HERM.     | MÜLLER  | GF. 16.7.15   | I.R. 269    |
| LNDST.     | GUSTAV    | LAMPE   | GF. 20.7.15   | I.R. 263    |
| MUSK.      | WILHELM   | BÖHMER  | GF. 8.9.15    | I.R. 169    |
| WEHRM.     | WILHELM   | DÖRGE   | GF. 20.10.15  | R.I.R. 72   |
| MUSK.      | GUSTAV    | KRAUSE  | GF. 3.1.15    | R.I.R. 264  |
| MUSK.      | FR. RUH   | =BAUM   | GEF. 7.8.16   | R.E.R. 3    |
| KAN.       | CST. RUH  | =BAUM   | GF 28.8.15    | F.A.B. 47   |
| MUSK.      | REINH.    | BÖHMER  | GEF. 1.11.16  | R.I.R. 228  |
| KÜR.       | HERM.     | BALKE   | GST. 30.12.16 | K.R. 2      |
| VC. FW.    | ARNOLD    | FALKE   | GEF. 9.5.17   | 2. G.R.z.F. |
| GEFR.      | FRITZ     | JORDAN  | GF. 22.3.18.  | I.R. 66     |
| GEFR.      | HEINRICH  | LAMPE   | GF. 12.10.18  | U.R. 1      |
| GREN.      | HERM.     | SIEDE   | GST. 21.12.18 | T.F.A. 4    |
| MUSK.      | HERM.     | NORD    | GST. 12.7.19  | I.R. 26     |

Im örtlichen Denkmalverzeichnis ist das Kriegerdenkmal unter der Erfassungsnummer 094 70352 als Baudenkmal eingetragen.